# Comuna Novohnide, Sînelnîkove
Novohnide (în ucraineană Новогніде) este o comună în raionul Sînelnîkove, regiunea Dnipropetrovsk, Ucraina, formată din satele Dubove, Hrușuvato-Krînîcine, Ivanivka, Novohnide (reședința), Suha Kalîna, Verbove și Zaporojeț.

## Demografie
Componența lingvistică a satului Novohnide
     Ucraineană (81,36%)
     Rusă (18,02%)
     Alte limbi (0,56%)
Conform recensământului din 2001, majoritatea populației satului Novohnide era vorbitoare de ucraineană (81,36%), existând în minoritate și vorbitori de rusă (18,02%).